# 五角金鱼藻
五角金鱼藻（学名：Ceratophyllum oryzetorum）为金鱼藻科金鱼藻属下的一个种。